# Copa de Campeonato Albion
La Copa de Campeonato Albion fue una competición del fútbol uruguayo organizada por la Asociación Uruguaya de Fútbol de 1916 a 1921.
El torneo fue una competencia oficial adicional a las competiciones del calendario, pensada para recaudar fondos destinados a Salud Pública y para mejorar la infraestructura de hospitales. El trofeo fue donado por el Albion Football Club, equipo que ya había dejado de competir en la A.U.F., motivo por el cual se lo conoció popularmente como Copa de Caridad Albion o Copa Albion de Caridad.
Participaron todos los clubes de la Primera División de Uruguay y tuvo un formato eliminatorio.

## Campeones de la Copa de Campeonato Albion

### Títulos por año
| Año  | Campeón  | Resultado | Subcampeón           | Sede de la final                |
| ---- | -------- | --------- | -------------------- | ------------------------------- |
| 1916 | Peñarol  | 2:1       | Nacional             | Parque Lugano, Montevideo       |
| 1917 | Peñarol  | 3:0       | Montevideo Wanderers | Gran Parque Central, Montevideo |
| 1919 | Nacional | 2:0       | Central              | Gran Parque Central, Montevideo |
| 1921 | Peñarol  | 2:0       | Universal            | Gran Parque Central, Montevideo |

### Títulos por equipo
| Equipo               | Departamento | Títulos | Subtítulos | Años de los campeonatos | Años de los subcampeonatos |
| -------------------- | ------------ | ------- | ---------- | ----------------------- | -------------------------- |
| Peñarol              | Montevideo   | 3       | –          | 1916, 1917, 1921        | –                          |
| Nacional             | Montevideo   | 1       | 1          | 1919                    | 1916                       |
| Montevideo Wanderers | Montevideo   | –       | 1          | –                       | 1917                       |
| Central              | Montevideo   | –       | 1          | –                       | 1919                       |
| Universal            | Montevideo   | –       | 1          | –                       | 1921                       |